# Bisaltes venezuelensis
Bisaltes venezuelensis es una especie de escarabajo longicornio del género Bisaltes, subfamilia Lamiinae. Fue descrita científicamente por Breuning en 1943.
Se distribuye por Venezuela. Posee una longitud corporal de 10,5 milímetros. El período de vuelo de esta especie ocurre en el mes de junio.